# 心源性休克
心源性休克又称心因性休克，是由于心脏泵功能严重衰竭，不能维持其最低限度的心排血量而引起的休克；其表现为血压下降，缺血缺氧，代谢障碍，重要脏器、组织、末梢循环障碍和器官功能障碍及损伤。
心源性休克异常血供的症状有低血压、脉搏不齐或虚弱，此外还可能伴有呼吸困难、排尿过少、手脚发冷、神智不清、颈血管突出、皮肤湿腻等。心肌梗死是最常见的肇因，其他如心肌挫伤、心律失常、心肌病、瓣膜病、心室流出道梗阻或心室间隔缺损等。